# 마리카 라게르크란츠
마리카 라게르크란츠(Marika Lagercrantz, 1954년 7월 12일 ~ )는 스웨덴의 배우이다.

## 출연 작품
- 어보브 올 스피시즈 (2015)
- 블러디 보이즈 (2011)
- 밀레니엄 제1부 - 여자를 증오한 남자들 (2009)
- 쉐르딜 (1999)
- 라스트 바이킹 (1997)
- 스페셜 킬러 (1995)
- 아름다운 청춘 (1995)
- 고모론 (1992)
- 실험실의 살인 (1989)